# Loi Volkswagen
Lire en ligne

Sur le site du ministère de la Justice : (de) Texte de la loi -
Sur Curia : CJUE, 22 oct. 2013, affaire C-95/12, grande chambre, Commission c/ Allemagne,  communiqué de presse, arrêt, conclusions et requête

La Loi Volkswagen (en allemand : Volkswagen Gesetz) désigne une disposition du droit allemand qui limite à 20 % le droit de vote d'un actionnaire, même s'il dispose d'un nombre d'actions qui aurait dû lui conférer un droit de vote plus important. 
En 2007, cette disposition avait été déclarée illégale par la Commission Européenne, jugeant que cette loi était protectionniste et constituait une entrave à la libre circulation des capitaux dans l'Union Européenne (l'une des "4 libertés" fondamentales du marché unique européen). Cependant, le 22 octobre 2013, la Cour de justice de l'Union Européenne a donné raison à Allemagne, et les sanctions pécuniaires réclamées par la Commission n'ont finalement pas été appliquées car l'Allemagne a modifié sa législation en partie. 
Cette loi a été ainsi nommée car elle trouvait tout spécialement à s'appliquer dans le cas de l'entreprise Volkswagen : le Land de Basse-Saxe a souhaité rester le premier actionnaire du constructeur indépendamment de la progression d'autres actionnaires.